# 歐陽維江
歐陽維江（英語：Jasper Au Yeung Wai Kong，1989年2月7日—），生於香港，香港籃球運動員，司職得分後衛，正職為懲教署高級懲教主任，現時效力香港甲一籃球聯賽球隊滿貫及擔任球隊隊長。

## 籃球生涯
歐陽維江生於香港，小時候因為姐姐而接觸籃球，到中一才真正學打籃球，由中三開始用偶像德克魯域斯基的41號球衣號碼到現在，於20歲開始征戰甲一聯賽效力安青，首季便協助球隊以常規賽第四名身份，首次成功晉身季後賽，並於季軍戰以場數2–1擊敗飛鷹獲得季軍，取得球隊成立以來最佳聯賽成績。
球季完結後，球隊的奪季功臣遭到其他球隊挖角，紛紛離隊他投，只剩下歐陽維江一人留隊，惟在球隊實力削弱下，未能再次躋身季後賽，最終只能獲得第五名。
在2011年，歐陽維江加盟福建，以往以防守對方主力見稱，在2015年球季數據場均得分6.2分、籃板5.5個、助攻1.5次及偷波1.1次，但由於2016年8月香港史上首支職業籃球隊東方升班後，福建陣容大變動，其中多個得分手離隊，令歐陽維江肩負球隊重心兼得分主力，更帶領福建於聯賽爆冷擊敗職業隊東方，當中攻入20分、3分8投6中，打出甲一生涯代表作，雖然季後賽不敵永倫無緣季軍，但歐陽維江出色的表現不但帶領球隊取得常規賽第三，場均得分、助攻、偷波、命中率都有一定的增長。於2016年球季數據場均得分12.7分、籃板4.8個、助攻1.8次及偷波2次。
在2017年球季，歐陽維江場均13.28分成為球隊得分王，歐帶領標準福建以常規賽第四名身份躋身季後賽。2017年球季結束後，歐轉會升班馬球隊滿貫，並獲委任為球隊隊長。

## 個人生活
歐陽維江的妻子為香港女子排球代表隊成員龍子弘。由於小時候擔任大前鋒的歐陽維江非常喜歡NBA德國槍德克魯域斯基，所以便選擇穿著與他相同的41號球衣。

## 外部連結
- 歐陽維江在fiba.basketball（英语）
- 歐陽維江在archive.fiba.com（存檔）（英语）
- 歐陽維江在Eurobasket.com（球員）（英语）
- 歐陽維江在RealGM（英语）